# Дионисос-Мерень

«Дионисос-Мерень» — винзавод в селе Новые Мерены, что в 25 км от столицы Молдавии — города Кишинёва.
Центральная Молдавия богата холмами, покрытыми лесом. Здесь сосредоточенно более половины виноградников страны. Ландшафт местности скрывает виноградники от зимних морозов и от летних засух.
Завод был построен в 1959 году, как предприятие первичного виноделия, в системе виноградно-винодельческого гиганта «Молдвинпрома». В течение 37 лет на заводе производились высококачественные виноматериалы, которые в дальнейшем направлялись предприятиям по розливу, расположенным в других советских республиках. В 1995 году винзавод был приватизирован и реорганизован в открытое акционерное общество «Дионисос-Мерень». В том же году на заводе устанавливается новая итальянская линия розлива «Techno Food», что позволяет переориентировать предприятие первичного виноделия на производство бутилированной продукции. В 2000 году на предприятии внедряется программа производства высококачественных вин. В настоящее время винзавод полностью переоборудован. Здесь работают 150 человек. В основном это жители Новых Мерен и соседних сел.